# The Platters
The Platters sono stati un gruppo vocale statunitense, particolarmente famoso nella seconda metà degli anni cinquanta.

## Storia
Formati nel 1953 a Los Angeles, i Platters si caratterizzano per quella particolare tecnica vocale conosciuta come doo-wop, che consiste nel rinforzare il canto solista con armonie vocali sincopate e cori utilizzati più come strumenti d'accompagnamento che come voci vere e proprie. Il primo grande successo arriva quando i Platters vengono scritturati dalla Mercury Records, e il produttore-musicista Buck Ram nel 1955 propone loro di rilanciare un brano che avevano già registrato per la loro precedente casa discografica, la Federal Records, senza che fosse pubblicato.
Il brano, intitolato Only You, viene riarrangiato da Ernie Freeman, che in seguito scriverà partiture anche per Paul Anka e Frank Sinatra, ma viene distribuito nel limitato circuito "nero". Solo dopo qualche mese il disco viene recapitato al famoso disc-jockey Alan Freed di Cleveland, che comincia a trasmetterlo nelle radio locali. Di qui nasce l'interesse degli ascoltatori e la scalata alle classifiche nazionali, determinata da una serie di novità che caratterizzano il gruppo: in primo luogo la voce solista di Tony Williams, elegante e impostata, proveniente dalla tradizione gospel, che utilizza per la prima volta il famoso "singhiozzo" per spezzettare le note; la presenza di un elemento femminile nel gruppo (la giovanissima Zola Taylor) che rende unici gli impasti vocali; infine la presenza degli archi negli arrangiamenti, novità assoluta per un gruppo di colore.
Dopo Only You (che arriva anche in Italia con più di un anno di ritardo e diventa il disco più venduto del 1957), il successo si ripete con My prayer, cover del brano Avant de mourir composto negli anni '20 dal rumeno Georges Boulanger, che raggiunge la prima posizione negli Stati Uniti per due settimane nel 1956; Twilight Time che raggiunge la prima posizione nel 1958 negli Stati Uniti e la terza nel Regno Unito; The great pretender e You'll never never know, tutte arrangiate con il famoso terzinato che inflazionerà la musica popolare per circa un decennio. Lo stile dei Platters influenzerà molti musicisti in Europa, alcuni dei quali daranno vita a gruppi vocali che seguono lo stesso stile, come avvenne in Italia con il complesso "I Campioni" di cui fecero parte, in periodi diversi, anche Tony Dallara e Lucio Battisti.
Il gruppo scriverà un importante capitolo della storia della musica attraverso un genere molto innovativo per l'epoca vendendo ben 53 milioni di dischi, con successi planetari quali Smoke Gets in Your Eyes, Twilight clock, Harbor lights, ma subisce una prima battuta d'arresto quando, nel 1960, il solista Tony Williams decide di mettersi in proprio. Di qui una serie di rimaneggiamenti, anche pesanti, nella formazione e l'utilizzo del nome "The Platters" da parte di ciascun componente che decideva di formare un proprio gruppo, tanto che si è venuta a creare nel tempo una paradossale situazione, che dura ancora oggi, in cui circa un centinaio di gruppi vocali continuano ad esibirsi nei circuiti revival, usando più o meno legittimamente il nome "The original Platters". Nel 1990, il gruppo è stato introdotto nella Rock and Roll Hall of Fame e, nel 1998, nella Vocal Group Hall of Fame.

## Formazione
Formazione originale (1952-1953)
- Cornell Gunter
- Herb Reed
- Alex Hodge
- David Lynch (1929 - 1981) tenore
- Joe Jefferson

Formazione classica (1954-1970)
- Tony Williams (1928 - 14 agosto 1992) - voce solista
- Zola Taylor (1938 - 30 aprile 2007) - contralto
- David Lynch
- Paul Robi (1931 - 1989) - baritono
- Herb Reed (1929 - 6 giugno 2012) - basso
- James Austin, Jr.
- Sonny Turner
- Barbara Randolph
- Sandra Dawn
- Milton Bullock

Formazione ufficiale (2023)
- Lance Bernard Bryant
- Jovian Ford
- Candace C. Culcleasure
- Omar Ross

## Discografia parziale

### Singoli

#### 78 giri
- 1954: Roses Of Picardy/Beer Barrel Boogie (Federal Records, 12181)
- 1954: Love All Night/Tell The World (Federal, 12188)
- 1954: Voo-Vee-Ah-Vee/Shake It Up Mambo (Federal, 12198)
- 1954: Maggie Doesn't Work Here Anymore/Take Me Back, Take Me Back (Federal, 12204)
- 1954: Only you/Bark, battle and roll (Mercury, 70130)
- 1954: The great pretender/I'm just a dancing partner (Mercury, 70155)
- 1954: You'll never never know/It isn't right (Mercury, 70197)
- 1954: My prayer/Heaven on hearth (Mercury, 70199)
- 1954: On my word of honour/One in a million (Mercury, 70217)
- 1955: Only You (And You Alone)/Bark, Battle And Ball (Mercury, 70633)
- 1955: The Great Pretender/I'm Just A Dancing Partner (Mercury, 70753)
- 1955: Only You (And You Alone)/You Made Me Cry (Federal, 12244)
- 1955: I Need You All The Time/Tell The World (Federal, 12250)

| 07/55 | "Only You (And You Alone)" | #5    | #1(8)  | #5  |    |
| 11/55 | "The Great Pretender"      | #1(3) | #1(11) | #5  |    |
| 02/56 | "The Magic Touch"          | #3    | #4     |     |    |
| 06/56 | "My Prayer"                | #1    | #1     | #4  |    |
| 06/56 | "Heaven on Earth"          | #39   | #13    |     |    |
| 08/56 | "You'll Never Never Know"  | #11   | #9     | #23 |    |
| 08/56 | "It Isn't Right"           | #13   | #10    | #23 |    |
| 11/56 | "On My Word of Honor"      | #20   | #7     |     |    |
| 11/56 | "One in a Million"         | #20   | #7     |     |    |
| 02/57 | "I'm Sorry"                | #11   | #15    | #18 |    |
| 02/57 | "He's Mine"                | #1    | #5     |     |    |
| 04/57 | "My Dream"                 | #24   | #7     |     |    |
| 04/57 | "I Wanna"                  | #24   |        |     |    |
| 08/57 | "Only Because"             | #65   |        |     |    |
| 12/57 | "Helpless"                 | #56   |        |     |    |
| 04/58 | "Twilight Time"            | #1    | #1     | #3  | #1 |
| 06/58 | "You're Making a Mistake"  | #50   |        |     |    |
| 09/58 | "I Wish"                   | #42   |        |     |    |
| 09/58 | "It's Raining Outside"     | #93   |        |     |    |
| 10/58 | "Smoke Gets in Your Eyes"  | #1    | #3     | #1  | #1 |
| 02/59 | "Enchanted"                | #12   | #9     |     |    |
| 05/59 | "Remember When"            | #41   |        | #25 |    |
| 09/59 | "Where"                    | #44   |        |     |    |
| 09/59 | "Wish It Were Me"          | #61   |        |     |    |
| 01/60 | "Harbor Lights"            | #8    | #15    | #11 |    |
| 01/60 | "Sleepy Lagoon"            | #65   |        |     |    |
| 05/60 | "Ebb Tide"                 | #56   |        |     |    |
| 08/60 | "Red Sails in the Sunset"  | #36   |        |     |    |
| 10/60 | "To Each His Own"          | #21   |        |     |    |
| ?/60  | "Sixteen tons"             |       |        |     |    |
| 01/61 | "If I Didn't Care"         | #30   |        |     |    |
| 1961  | "Trees"                    | #62   |        |     |    |
| 07/61 | "I'll Never Smile Again"   | #25   | #17    |     |    |
| 01/62 | "It's Magic"               | #91   |        |     |    |
| 04/66 | "I Love You 1000 Times"    | #31   | #6     |     |    |
| 11/66 | "I'll Be Home"             | #97   |        |     |    |
| 02/67 | "With This Ring"           | #14   | #12    |     |    |
| 06/67 | "Washed Ashore"            | #56   | #29    |     |    |
| 10/67 | "Sweet, Sweet Lovin'"      | #70   | #32    |     |    |